# 폭풍정사
"폭풍정사"는 한국에서 제작된 국영수 감독의 2015년 멜로/로맨스 영화이다. 채린 등이 주연으로 출연하였다.

## 출연

### 주연
- 채린
- 신상록

### 조연
- 도모세
- 유창한
- 이리나